# آئیله
آئیله روستایی است از توابع شهرستان بروجرد در استان لرستان. این روستا در دهستان همت‌آباد در بخش مرکزی این شهرستان قرار دارد.

## جمعیت
بنابر سرشماری مرکز آمار ایران، جمعیت آئیله در سال ۱۳۸۵ برابر با ۱۰۴ نفر بوده است که از این میان ۶۰ نفر مرد و بقیه زن بوده‌اند. این روستا ۲۰ خانوار دارد.